# Brandenburgische Neueste Nachrichten
Die Brandenburgischen Neuesten Nachrichten waren eine Regionalzeitung der National-Demokratischen Partei Deutschlands (NDPD) in Potsdam von 1951 bis 1991. Seitdem heißen sie Potsdamer Neueste Nachrichten.

## Geschichte
Am 1. Mai 1951 erschien die erste Ausgabe der Brandenburgischen Neuesten Nachrichten. Sie wurde die Tageszeitung der NDPD für das damalige Land Brandenburg. Am gleichen Tag erschien auch erstmals die Thüringer Neuesten Nachrichten, später folgten die Sächsischen Neuesten Nachrichten, die Mitteldeutschen Neuesten Nachrichten und die Norddeutschen Neuesten Nachrichten für die anderen Landesverbände.
Die Brandenburgischen Neuesten Nachrichten übernahmen  einen großen Teil der Redaktion der Tagespost, die als unabhängige Zeitung in Potsdam kurz vorher ihr Erscheinen einstellen musste. Ihr Sitz wurde die Friedrich-Ebert-Straße 38. 
Die Zeitung hatte durch die Zugehörigkeit zur Blockpartei NDPD eine organisatorische Sicherheit. Neben der obligatorischen staatskonformen politischen Berichterstattung boten sich ihr bei Lokalthemen und anderen abgelegenen Bereichen mitunter kleinere redaktionelle Freiheiten.
In der Vorwendezeit verhielt sich die Zeitung relativ zurückhaltend, sie veröffentlichte aber als erste Regionalzeitung ein Interview mit einem Vertreter des Neuen Forums, mit Reinhard Meinel am 2. November 1989. Erst nach dem Mauerfall vom 9. November 1989 öffnete sich die Berichterstattung dann mehr.
Im Herbst 1990 wurden die Brandenburgischen Neuesten Nachrichten vom Berliner Tagesspiegel übernommen.
Am 12. Juli 1991 erschien die letzte Ausgabe mit dem alten Namen. Seit dem folgenden Tag hießen sie Potsdamer Neueste Nachrichten. Als Brandenburgische Neueste Nachrichten  gab es weiter eine Lokalausgabe für die Stadt Brandenburg an der Havel, die 1992 umbenannt wurde.
Der Historiker Frank Bösch und der PNN-Redakteur Peer Straube haben Aufsätze zur Geschichte der Zeitung veröffentlicht.

## Persönlichkeiten
Chefredakteure
- Georg Czech, 1951–
- Franz Hempelmann, vor 1957– 1963[1]
- Hartmut Starauschek, –1969
- Dankwart Hille, 1969–1976
- Georg Jopke, 1976–1992